# George Rodney (2e baron Rodney)
George Rodney, 2e baron Rodney (25 décembre 1753 - 2 janvier 1802), est un militaire britannique et un homme politique.

## Biographie

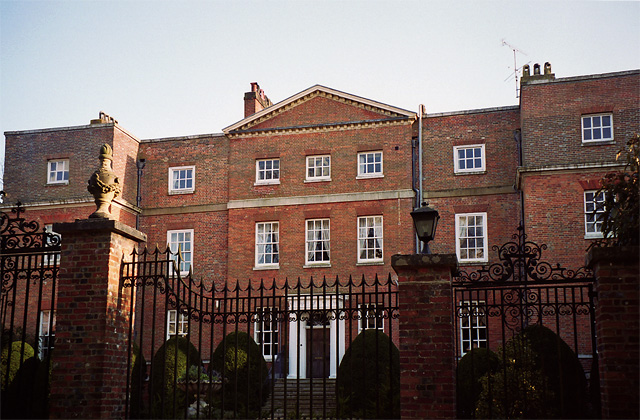
Old Alresford House

Il est le fils de l'amiral George Rodney, 1er baron Rodney, de sa première épouse, Jane Compton, fille de Charles Compton. Sa mère meurt quand il a trois ans. Il est capitaine dans la Scots Guards et lieutenant-colonel dans l'armée britannique. En 1780, il est élu au Parlement pour Northampton, un siège qu'il occupe jusqu'en 1784. En 1792, il entre dans la Chambre des lords à la mort de son père et hérite de Old Alresford House, construit par son père à Old Alresford, Hampshire.
Lord Rodney épouse Anne Harley, fille de Thomas Harley, en 1781. Ils ont neuf fils et une fille. Il meurt en janvier 1802, à l'âge de 48 ans. Son fils aîné, George Rodney (3e baron Rodney), lui succède. Lady Rodney est décédée en avril 1840, à l'âge de 80 ans.